# Audiorekorder

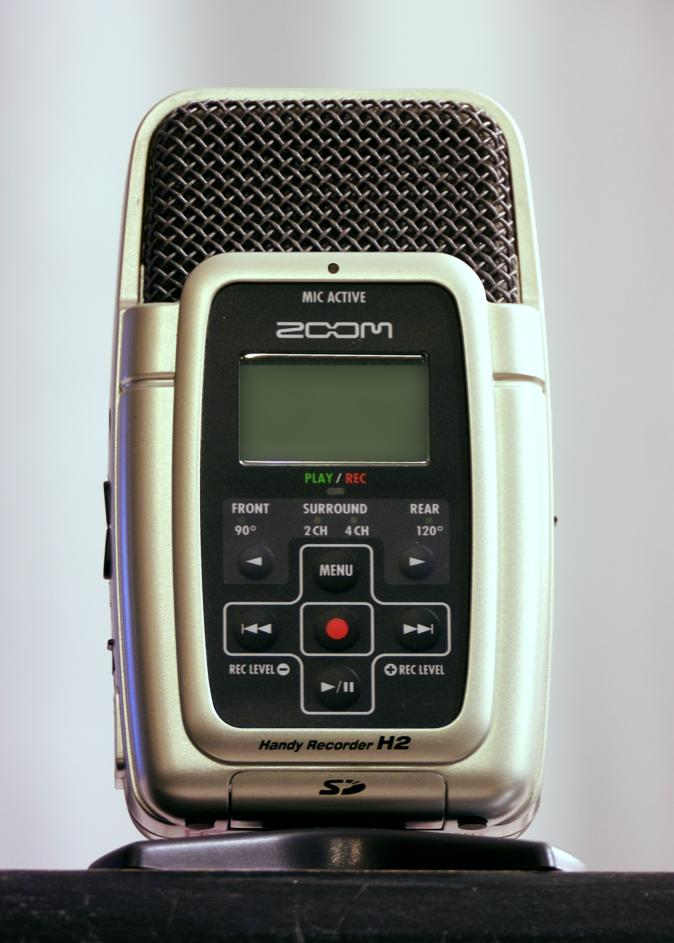
Portabler digitaler Audio-Rekorder Zoom H2 von 2010, für mehrstündige Aufnahmen in einer Qualität, die technisch (96 Kilohertz Abtastfrequenz bei 24 Bit) über dem Standard für Audio-CDs liegt

Analog aufzeichnende Spulen-Tonbandgeräte waren im 20. Jahrhundert lange Zeit die verbreitetste Variante des Audiorekorders, bis in den 1960er Jahren Kassettenrekorder auf den Markt kamen.

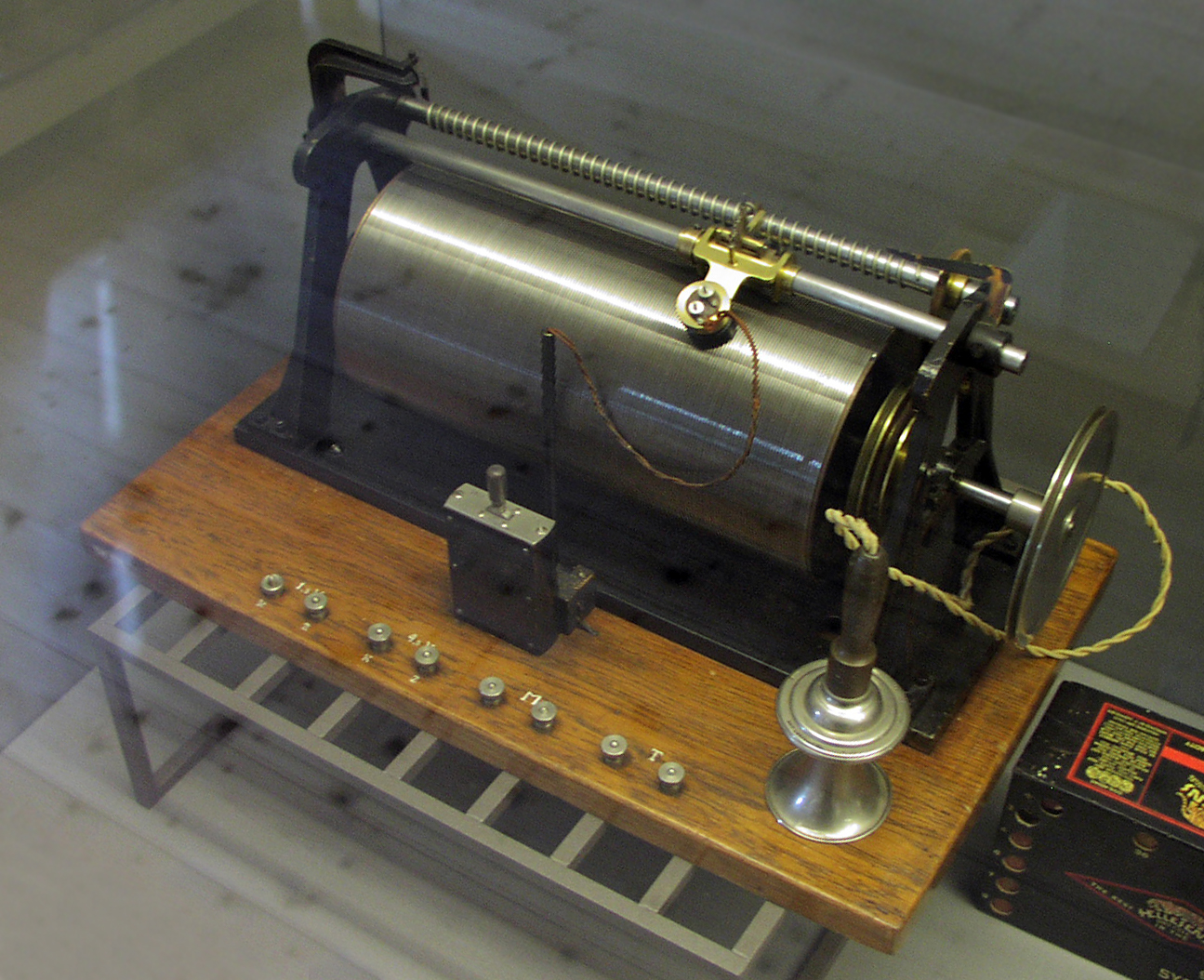
Telegraphon von Valdemar Poulsen, 1898

Ein Audiorekorder (von lateinisch audire = hören und recordari = sich erinnern) ist ein Rekorder zum Aufzeichnen von akustisch wahrnehmbaren Klängen zur Ermöglichung der späteren, mehrfachen Wiedergabe. Im engeren Sinne werden heute digitale Geräte zur Tonaufnahme als Audiorekorder bezeichnet. Audiorekorder können fest installiert oder für den mobilen Einsatz vorgesehen sein. Die Geschichte der Audiorekorder ist eng mit der Entwicklung der Informations- und Kommunikationstechnik, Unterhaltungselektronik, und in neuerer Zeit der digitalen Signalverarbeitung verknüpft.

## Geschichtliche Entwicklung
Der erste Audiorekorder war der Phonograph von Thomas Alva Edison. Mit diesem Gerät war es erstmals möglich, Klänge festzuhalten und zu einem späteren Zeitpunkt wiederzugeben. Später wurde das Gerät mit Hilfe der Schellackplatte zum Grammophon und mit Hilfe des Vinylrecorders zur Schallplatte weiterentwickelt.
Mit dem Aufkommen von magnetischen Datenträgern konnten um 1900 das Telegraphon, in den 1930er-Jahren die Tonbandgeräte und in den 1960er-Jahren Kassettenrekorder beziehungsweise Radiorekorder für die Compact Cassette entwickelt werden. Auch die zur Aufzeichnung von Bewegtbildern konzipierten Videorekorder, die zunächst mit Magnetbändern funktionierten, haben meistens eine integrierte Audiorekorder-Funktion.
Zur Aufzeichnung von Sprache – hier wird auch die Bezeichnung Voice-Recorder verwendet – wurde am Anfang des 20. Jahrhunderts zunächst der Parlograph gebaut. Bei dem in den 1920er-Jahren entwickelten Lichttonverfahren werden Klänge optisch auf einem fotografischen Film festgehalten.
Mit der Weiterentwicklung der Digitaltechnik konnten sich seit den 1980er-Jahren digitale Audiorekorder zum Beispiel unter Benutzung des Digital Audio Tapes oder der MiniDisc oder auch als CD-Rekorder etablieren.

## Heutige Situation
Die Aufzeichnung von Sprache geschieht heute zum Beispiel mit Diktiergeräten oder Anrufbeantwortern.
Digitalrekorder zeichnen die akustischen Signale mit einem digitalen Verfahren auf, wie zum Beispiel im MP3-Format, mit dem Advanced Audio Coding oder im WAVE-Dateiformat. Wenn Audiorekorder die digitale Puls-Code-Modulation (PCM) zur Aufzeichnung benutzen, werden die entsprechenden Geräte gelegentlich auch PCM-Rekorder genannt. Digitale Aufnahmen können mit entsprechender Software am Computer bearbeitet, also etwa geschnitten, gefiltert, umsortiert oder gekürzt werden. Audiorekorder sind ein wesentlicher Bestandteil von so genannten Digital Audio Workstations.

### Portable Geräte
Portable Geräte sind heute meist mit Flash-Speicher und Speicherkarten ausgestattet, sind batteriebetrieben, haben meist eingebaute Mikrophone und werden teilweise auch als Field Recorder bezeichnet. In der Regel verfügen sie auch über einen Kopfhörerausgang und einen USB-Anschluss, sodass sie auch als MP3-Spieler und im Zusammenhang mit Computern eingesetzt werden können. Viele Geräte verfügen über ein Stativgewinde, so dass sie auch stationär eingesetzt werden können.
Portable Audiorekorder mit integrierten Mikrophonen sind Mitte der 2000er-Jahre in hoher Aufnahmequalität auch für private Anwender erschwinglich geworden. Ihre Aufnahmequalität, bei besseren Geräten mit 24 Bit Auflösung und 96 Kilohertz Abtastfrequenz, genügt in der Regel sogar für die Verwendung als Aufnahmegerät für den Rundfunk. Das verkaufsstärkste Segment von höherwertigen Geräten lag Anfang 2012 ungefähr im Preisbereich zwischen 150 und 200 Euro.
Bekannte Anbieter von tragbaren Geräten sind Kenwood, Marantz, Olympus, Philips, Roland, Sony, TEAC, Yamaha und Zoom.
Für portable Audiorekorder wird häufig folgendes Zubehör nutzbringend eingesetzt:
- Mikrofon-Windschutz zur Vermeidung von Windgeräuschen
- Tischstativ oder Stativ zum stationären Aufstellen
- Adapter für Mikrofonhalterungen (auch als Handgriff benutzbar)
- Externe Mikrofone für spezielle Tonaufnahmen
- Kopfhörer zur Kontrolle der Tonaufnahmen
- Fernbedienung zur Vermeidung von Körperschall am Aufnahmegerät oder zur bequemeren Bedienung
- Netzgerät für einen längerfristigen Betrieb oder für den Dauereinsatz
- Batterien oder Akkumulatoren
- Musiksoftware zum Verändern, Schneiden und Aufbereiten der Tonaufnahmen

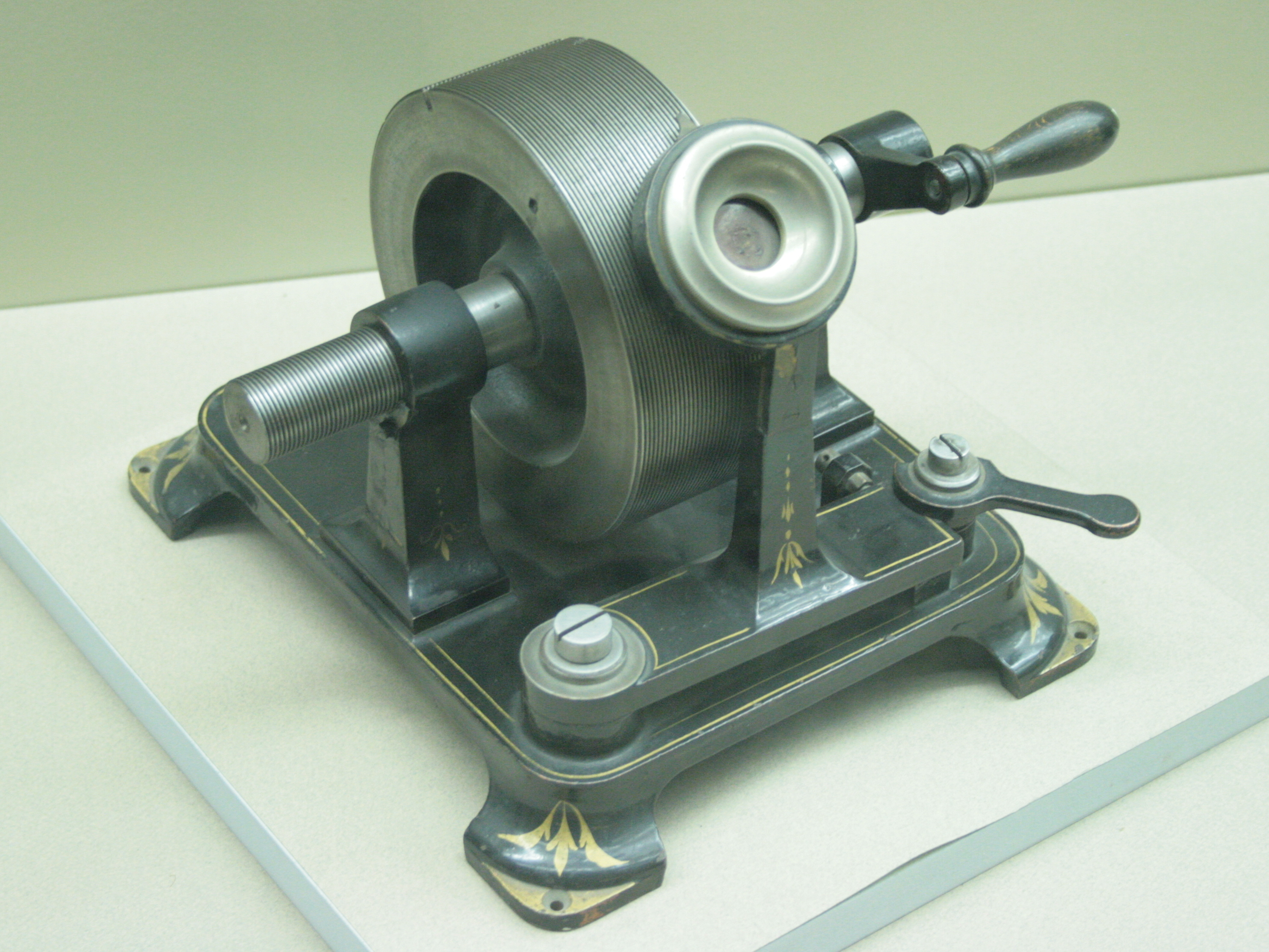
Edison-Phonograph von 1877
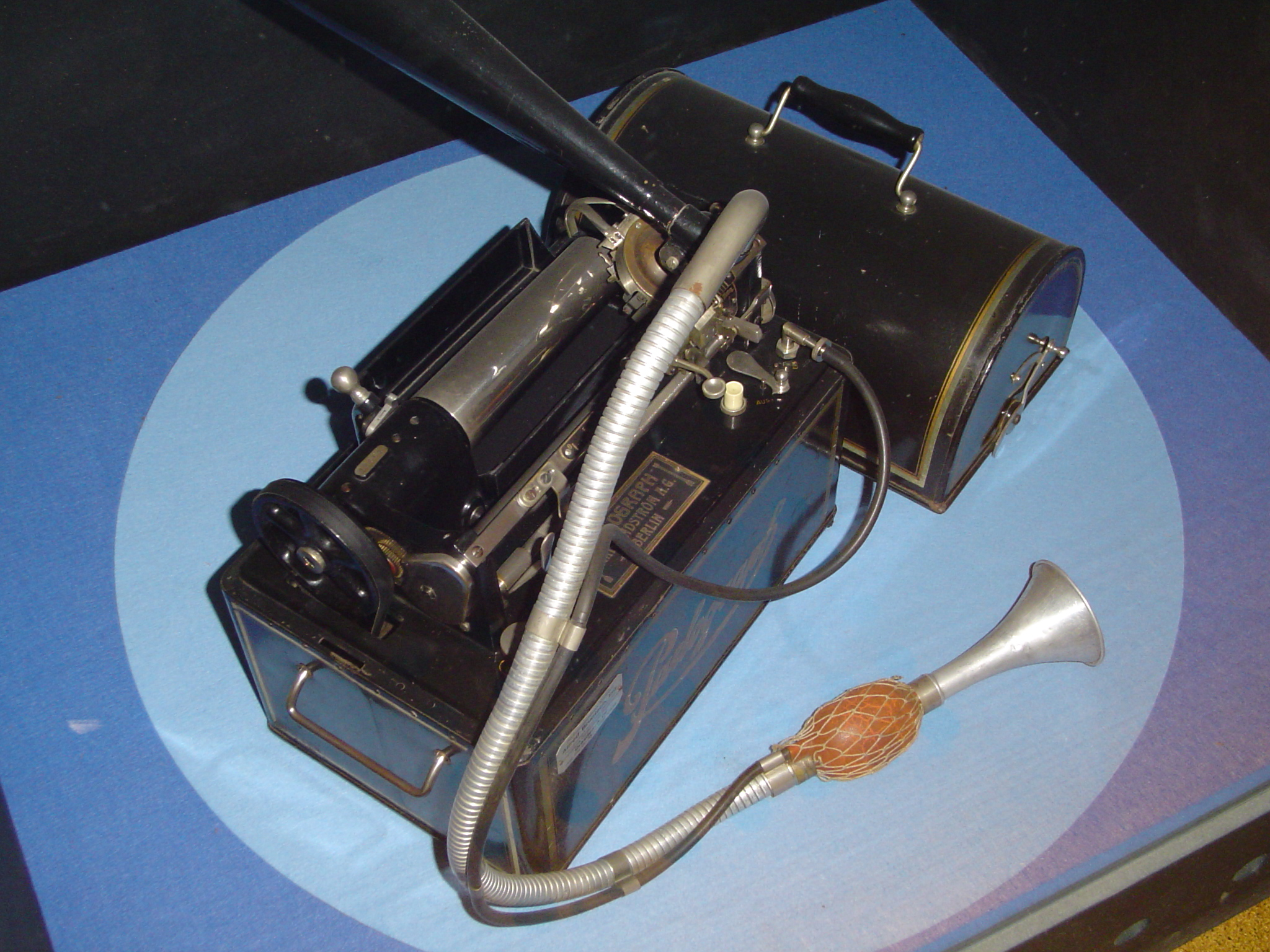
Parlograph mit Aufzeichnung auf einer Wachswalze, 1913
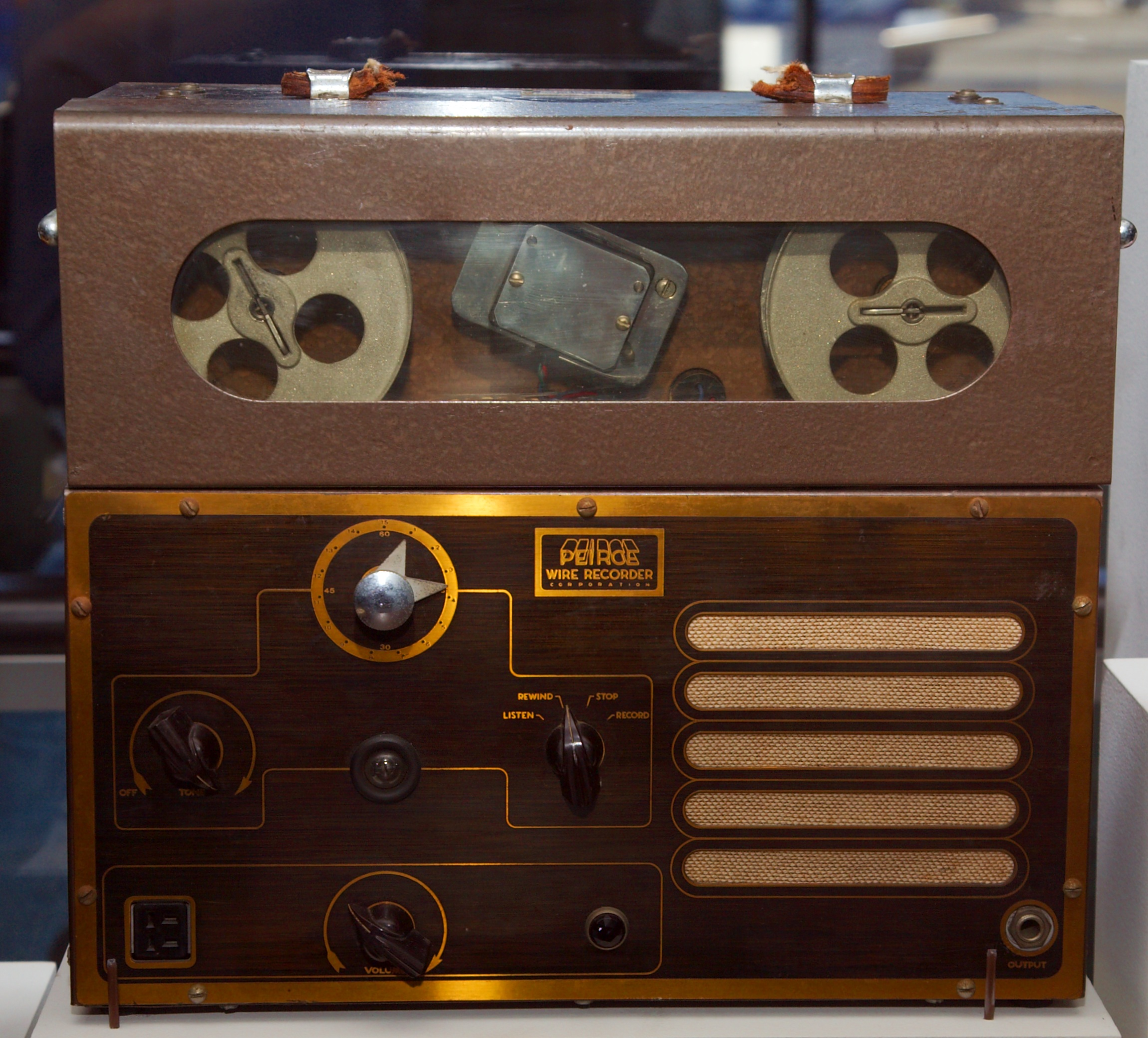
Peirce Drahttongerät von 1945
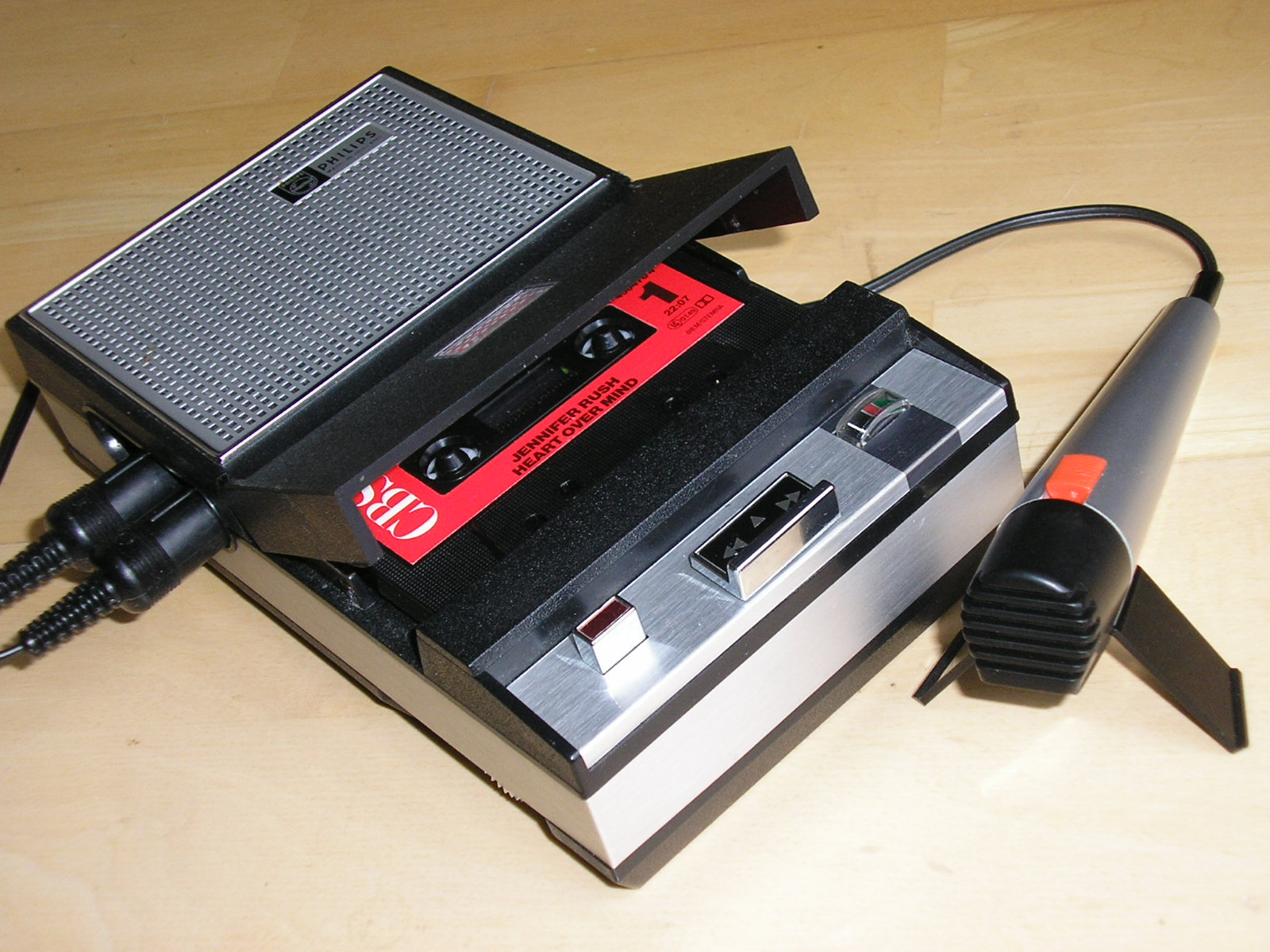
Einer der ersten Kassettenrekorder von Philips, 1963
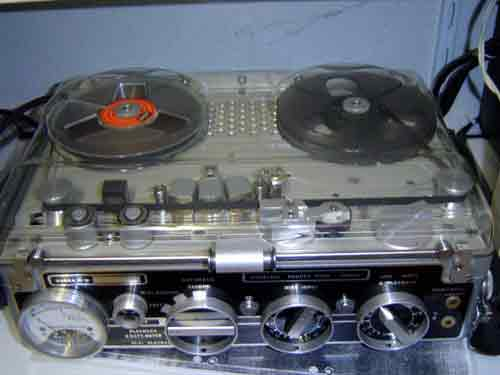
Tragbares Mini-Tonbandgerät Kudelski Nagra Type III von 1967
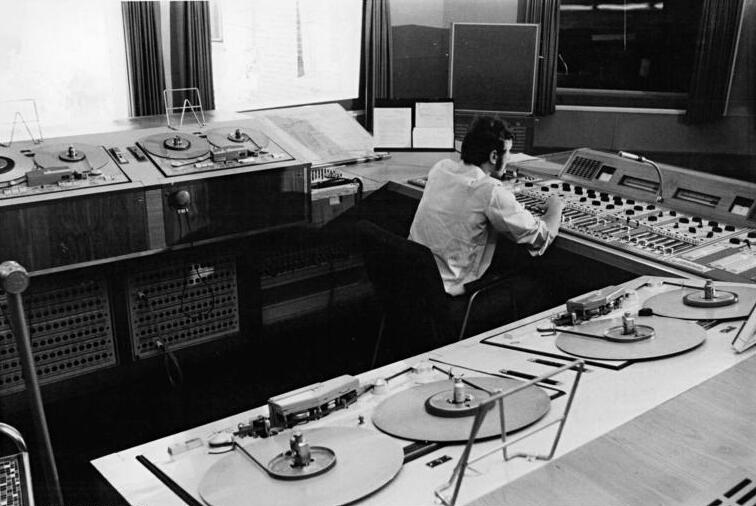
Tonbandmaschinen mit Bändern auf Bobby-Wickeln 1970 in einem Senderstudio
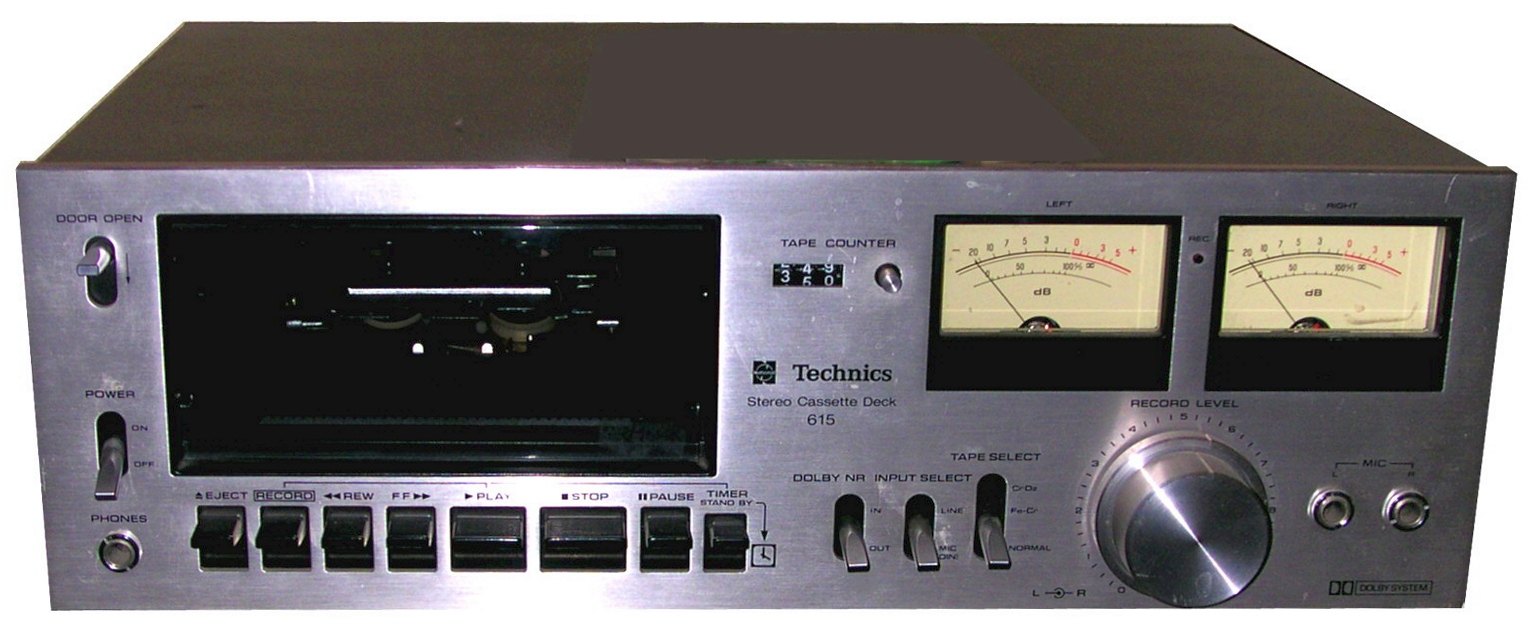
HiFi-Kassettendeck von Technics aus den 1970er Jahren mit klassischen analogen VU-Metern
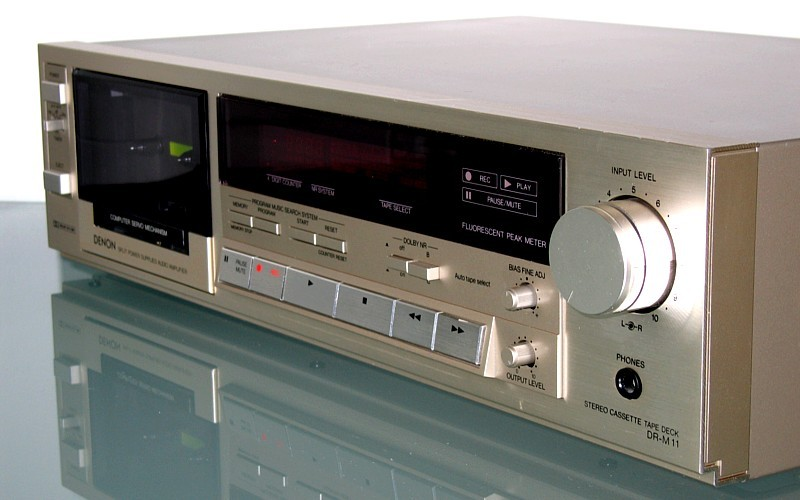
Denon Kassettendeck, 1980er Jahre
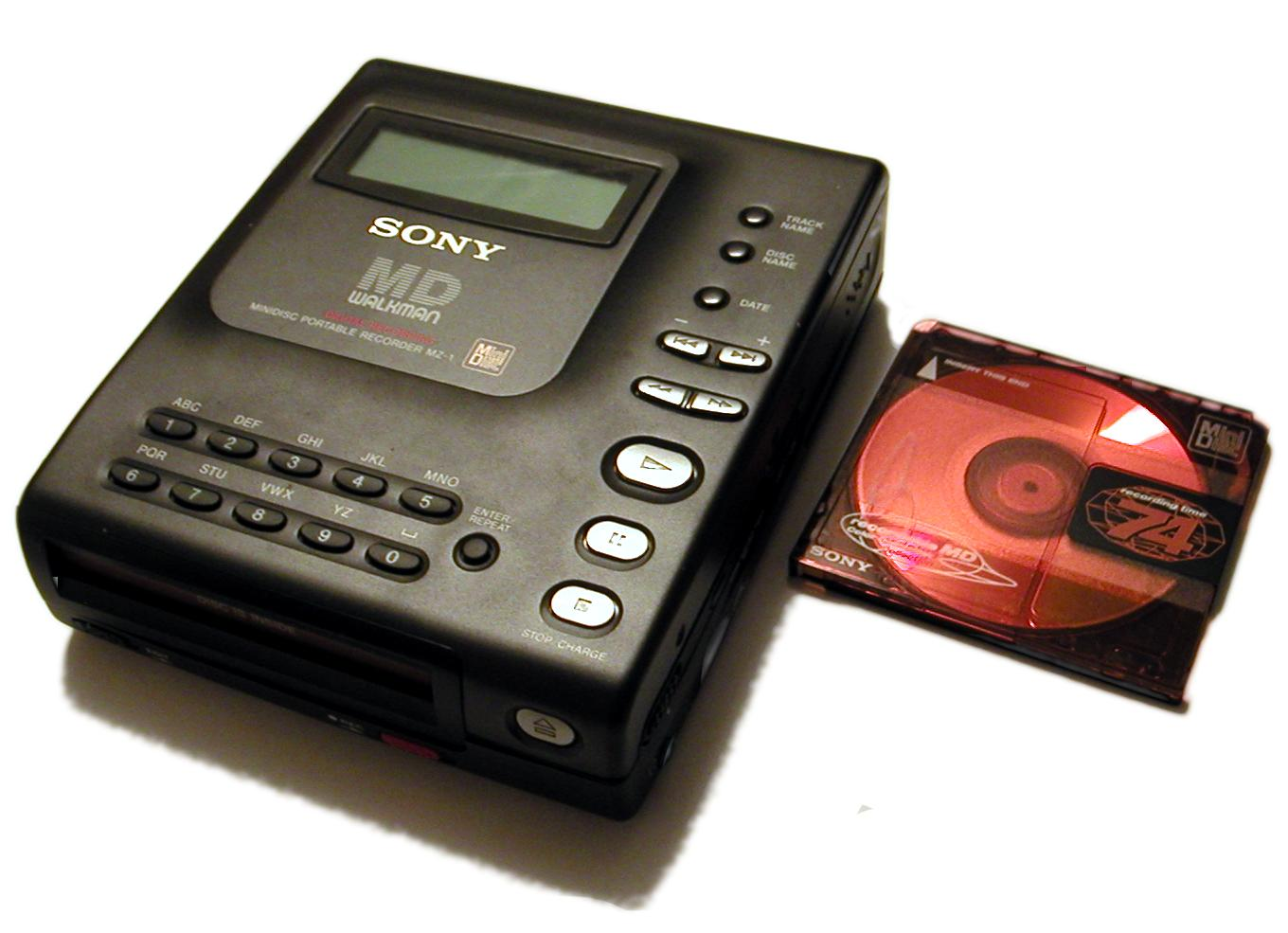
Erster MiniDisc-Rekorder von Sony, 1992
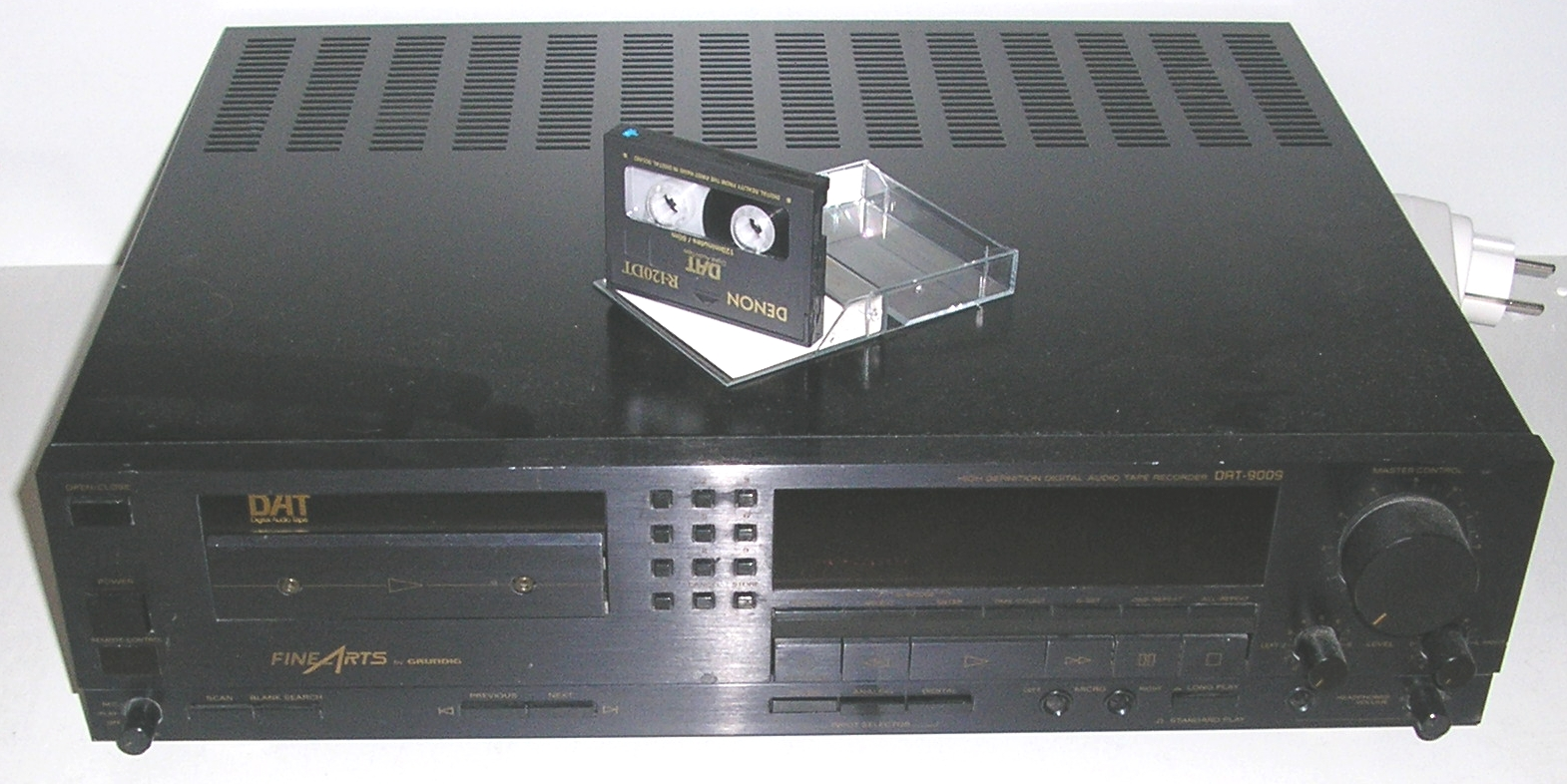
DAT-Rekorder (Digital Audio Tape) von 1993 für Aufnahmen in CD-Qualität auf Magnetband
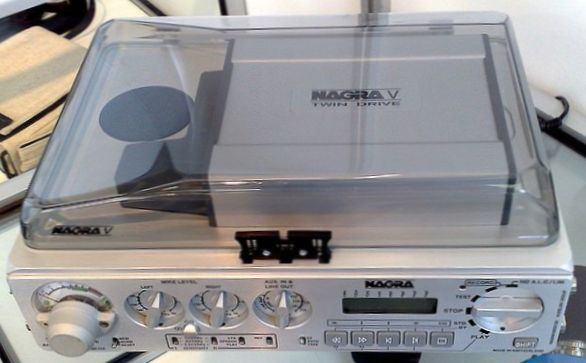
Profi-Stereo-Digitalrekorder von Nagra mit wechselbarer Festplatte oder CompactFlash-Speicherkarte als Speichermedium, etwa 2002
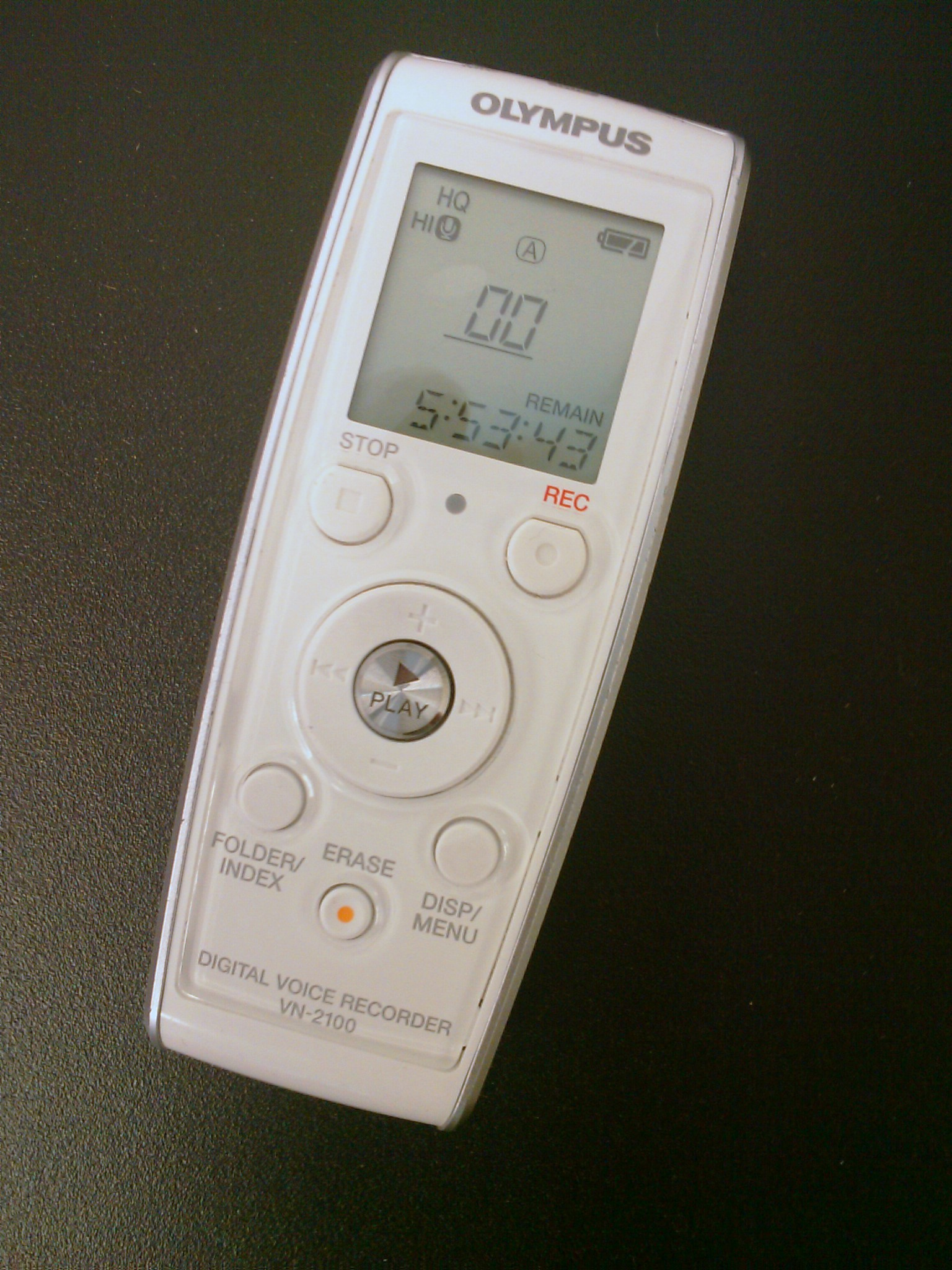
Modernes digitales Diktiergerät von Olympus
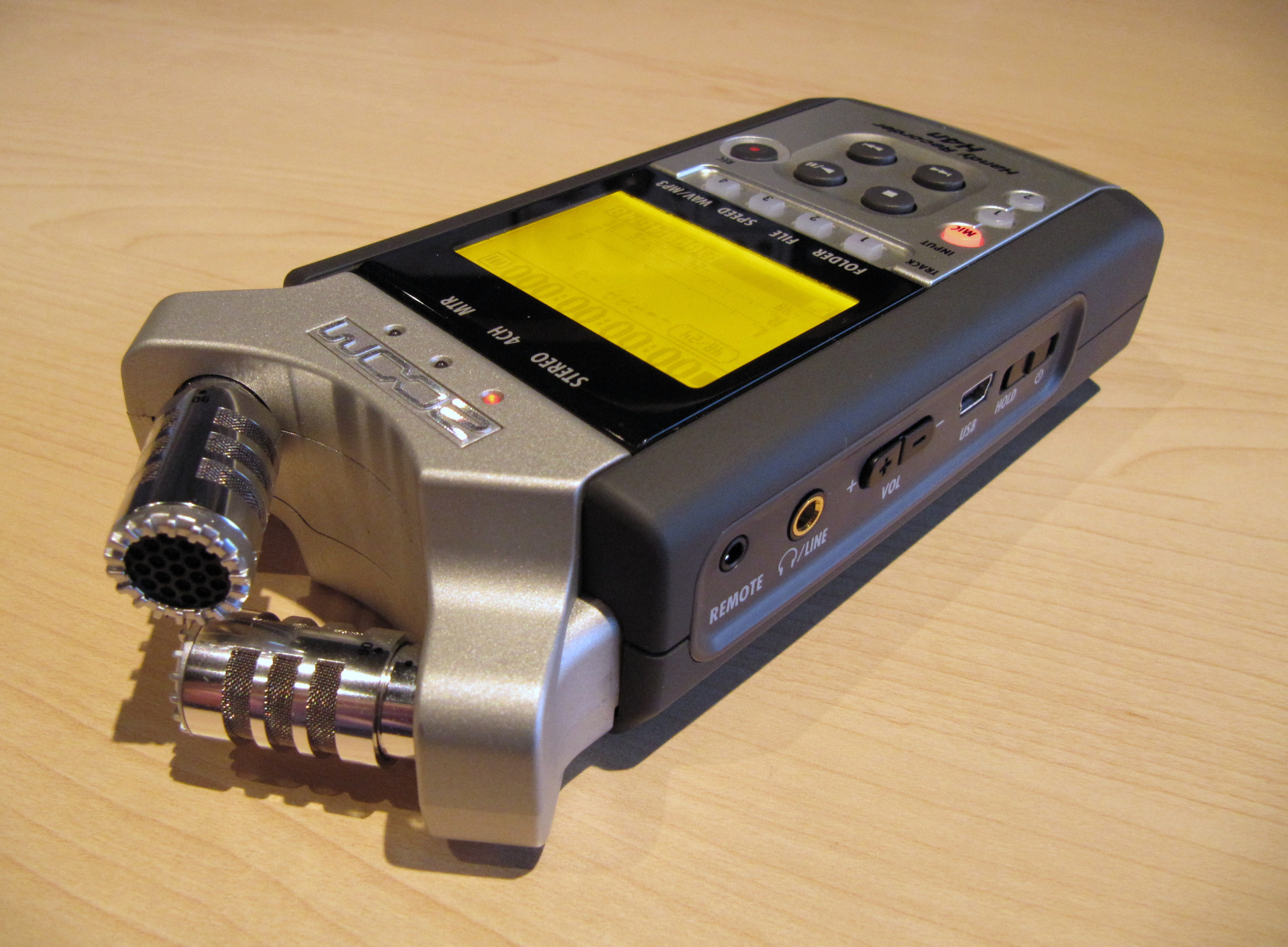
Handlicher Stereo-PCM-Digitalrekorder mit bis zu 24 Bit bei 96 Kilohertz, mit internem Speicher und SD-Speicherkarte, 2009